# Chenaud
Chenaud – miejscowość i dawna gmina we Francji, w regionie Nowa Akwitania, w departamencie Dordogne. W dniu 1 stycznia 2016 roku z połączenia dwóch ówczesnych gmin – Chenaud oraz Parcoul – utworzono nową gminę Parcoul-Chenaud. W 2013 roku populacja Chenaud wynosiła 354 mieszkańców. 